# Liebenstadt
Liebenstadt ist ein Gemeindeteil der Stadt Heideck im Landkreis Roth (Mittelfranken, Bayern). Die Gemarkung Liebenstadt hat eine Fläche von 12,224 km² und ist in 1322 Flurstücke aufgeteilt, die eine durchschnittliche Flurstücksfläche von 9246,32 m² haben. In ihr liegen neben dem namensgebenden Ort die Gemeindeteile Altenheideck, Haag, Rambach und Tautenwind.

## Lage
Das Pfarrdorf liegt westlich der Stadt Heideck am nördlichen Talhang der Kleinen Roth. Durch den Ort führt die Staatsstraße 2226; am südwestlichen Ortsende zweigt von dieser die Kreisstraße RH 20 ab. Gemeindeverbindungsstraßen führen zunächst in westlicher, dann in nördlicher Richtung nach Altenheideck, in südlicher Richtung nach Rambach bzw. nach Haag. Die Ortsflur ist 631 Hektar groß.

## Ortsnamendeutung
Der Ortsname, in älteren Varianten „Liubenstat. Lubenstat“, wird gedeutet als „Wohnstätte des Liubo (als Koseform von Liubhart oder Liubolt)“. „statt“-Orte liegen häufig an alten Straßen, Liebenstadt wahrscheinlich an einer Altstraße, die durch die Senke von Ellingen nach Heideck führte.

## Geschichte
Die älteste Erwähnung Liebenstadts findet man im Pontifikale Gundekarianum; demnach weihte um 1060 Bischof Gundekar II. von Eichstätt in „Liubenstat“ eine Kirche. Liebenstadt gehörte zur domkapitelschen Urpfarrei Laibstadt des Bistums Eichstätt, wurde aber vor 1458 von dieser abgetrennt.
Seit dem 12. Jahrhundert ist ein edelfreier Ortsadel nachweisbar. So tritt 118/89 dreimal Swikkerus/Swikerus de Liubenstat für den Bischof von Eichstätt als Urkundenzeuge in Erscheinung. Im 14. Jahrhundert kamen die Brüder Konrad I. (seit 1303 nachweisbar) und Friedrich I. von Heideck, die auf Erwerbungen in ihrem Gebiet sehr bedacht waren, zu Besitz unter anderem in Liebenstadt.
Mit Heideck gelangte Liebenstadt nach dem Landshuter Erbfolgekrieg 1505 zum neu errichteten Fürstentum Pfalz-Neuburg; im 16. Jahrhundert bestand der Ort aus 35 Untertanen(-familien). Mit der Verpfändung des pfalz-neuburgischen Pflegamtes Heideck und damit auch Liebenstadts 1542 an Nürnberg wurden auch die dortigen Untertanen der Reformation zugeführt. 1585 wurde das Amt Heideck von Pfalz-Neuburg wieder eingelöst. Die Wiedereinführung der katholischen Glaubensausübung erfolgte mit der Rekatholisierung von Neuburg-Pfalz unter dem konvertierten Pfalzgraf Wolfgang Wilhelm ab 1627. 1612 war eine Schule errichtet worden.
1701 wurde die katholische Pfarrei wieder errichtet. Laut einem Schematismus von 1761 gehörte sie zum Kapitel Hilpoltstein; das Präsentationsrecht besaß zu dieser Zeit Nürnberg, früher aber der Pfarrer der Urpfarrei Laibstadt.
Am Ende des Alten Reiches, um 1800, gab es in Liebenstadt 37 Untertanen, die dem pfalz-neuburgischen Landrichteramt Heideck als Grundherrschaft gehörten, darunter eine Schmiedstatt, eine Taferne und ein Schulhaus. Hoch- und niedergerichtlich unterstand der Weiler dem pfalz-neuburgischen Pflegamt Heideck.
Im Königreich Bayern bildete Liebenstadt mit Altenheideck, Haag, Rambach und Tautenwind die Gemeinde Liebenstadt und den gleichnamigen Steuerdistrikt im Gerichtsbezirk und Rentamt (später Bezirksamt und Amtsgericht) Hilpoltstein. 1829 wurde von der Gemeinde ein Schul- und Mesnerhaus angekauft, um 1850 aber ein Neubau errichtet.
1875 gab es im Ort Liebenstadt 104 Gebäude, 17 Pferde und 249 Stück Rindvieh. Die Gemeinde Liebenstadt umfasste zu dieser Zeit 207 Gebäude und 492 Einwohner (482 Katholiken, 10 Protestanten), von denen 26 Pferde, 462 Stück Rindvieh, 365 Schafe und 137 Schweine gehalten wurden. Um 1913 wurde der Ort elektrifiziert.
Mit der Gebietsreform in Bayern wurde die Gemeinde Liebenstadt mit ihren fünf Orten aufgelöst; das Pfarrdorf Liebenstadt wurde am 1. Januar 1971 ein Gemeindeteil von Heideck im Landkreis Roth.

### Einwohnerentwicklung
- 1818: 183 (43 „Feuerstellen“, 42 Familien)[25]
- 1830: 183 (43 Anwesen)[26]
- 1837: 241 (42 Anwesen)[27]
- 1871: 226 (104 Gebäude)[28]
- 1900: 266 (52 Wohngebäude)[29]
- 1937: 274[30]
- 1950: 319 (51 Wohngebäude)[31]
- 1961: 256 (52 Wohngebäude)[32]
- 1970: 257[33]
- 1987: 228 (91 Gebäude mit Wohnraum; 114 Wohnungen)[1]

## Katholische Pfarrkirche St. Michael
Der Turm der Pfarrkirche St. Michael stammt bereits aus dem Mittelalter. 1589 wurde auf das mittelalterliche Untergeschoss des Kirchturms, in dem sich der Chor befindet, ein Obergeschoss gesetzt. Das zweite, wohl jüngere Obergeschoss aus verputztem Fachwerk trägt einen unten abgeflachten spitzen Schieferhelm. 1788 und 1817 wurden Reparaturen an der Kirche ausgeführt. Ab 1884 erfolgte ein Neubau des Kirchenschiffs im neuromanischen Stil; die Konsekration fand am 1. Mai 1888 statt. 1891 kam eine Schedel-Orgel aus Oberscheinfeld in die Kirche, die 1910 durch eine Bittner-Orgel aus Eichstätt ersetzt wurde. 1921 erfolgte eine Restaurierung der Kirche, und 1926 wurde das Schieferdach durch ein Ziegeldach ersetzt. 1937 waren drei Glocken im Turm: eine aus dem 14. Jahrhundert, eine aus dem 16. Jahrhundert von Christoph Glockengießer (Nürnberg) und eine von 1768 vom Glockengießer Matthias Stapf in Eichstätt. 1996 wurden drei neue Glocken von Rudolf Perner aus Passau in den Turm gebracht, nur die Glocke aus dem 14. Jahrhundert blieb erhalten. Die Kirche weist neubarocke Altäre, eine spätgotische Marienfigur im Hochaltar und als Relieffigur eines Altarflügels einen Hl. Sebastian vom Ende des 15. Jahrhunderts auf. Im Chor hat sich ein Deckengemälde „Hl. Dreifaltigkeit“ des Nazarener-Künstlers Georg Lang (* 1840; † 1900) erhalten; weitere Deckengemälde von ihm in der Kirche wurden nach einem Blitzschlag 1926 ersetzt.
Das Pfarrhaus, Liebenstadt Nr. 4, wurde 1789 aus Sandsteinquadern erbaut (mit Walmdach).

## Baudenkmäler
Neben der Pfarrkirche gibt es noch sieben weitere Baudenkmäler.

## Vereine
- Freiwillige Feuerwehr Liebenstadt
- Krieger- und Kameradenverein Liebenstadt und Umgebung
- Katholische Landjugend-Bewegung (KLJB) Liebenstadt